# Église Saint-Martin de Cressy-sur-Somme
L'église Saint-Martin de Cressy-sur-Somme est une église située sur le territoire de la commune de Cressy-sur-Somme, dans le département français de Saône-et-Loire et la région Bourgogne-Franche-Comté.

## Historique
L'église, en partie romane, remonte au XIIe siècle (la nef a été reconstruite au XIXe siècle).

## Architecture
Le chœur en berceau brisé d'une travée droite, prolongé à l'est par une abside semi-circulaire moins large, constitue la partie romane de l'édifice. La base des murs de l'hémicycle du chevet, creusée de baies en plein cintre, pourrait même dater de l'époque préromane. 
Le croisillon sud du transept saillant, supportant le clocher, date quant à lui de la période gothique. 
La nef a été reconstruite entre 1868 et 1870 sur les plans de l'architecte mâconnais André Berthier. Elle est composée de quatre travées, éclairée par des fenêtres en plein cintre, voûtée de compartiments d'arêtes séparés par des doubleaux arrêtés sur consoles. 

## Vitraux
Sont notamment à remarquer dans l'église, à l'intérieur de la chapelle nord (chapelle construite par le donateur, Jean Chambard, curé-prieur et seigneur de Cressy de 1493 à 1506), plusieurs vitraux du XVe siècle. 
Le premier est un vitrail daté 1493-1506, classé au titre des Monuments historiques en 1922, représentant la Vierge Marie avec l'Enfant Jésus et saint Jean l'Évangéliste ; le donateur est agenouillé et saint Jean est représenté tenant une coupe empoisonnée d'où sort un dragon (c'est une allusion à sa mise à l'épreuve par le grand prêtre du temple de Diane à Éphèse, où la coupe de poison ne l'empoisonna pas, comme le rapporte la Légende dorée de Jacques de Voragine). Ce vitrail a été restauré dans sa partie inférieure. Le second vitrail, d’Amédée Bergès (1888), est celui de saint Martin, en évêque, bénissant. En 2015, ces deux vitraux du XVe siècle ont été bénis par le père François-Marie de Reinès.

## Culte
L'église de Maltat, dédiée à saint Martin, est un lieu de culte catholique.
Édifice consacré du diocèse d'Autun, elle relève de la paroisse Saint-Jean-l’Évangéliste des Communautés bourbonniennes (siège à Bourbon-Lancy), qui en est affectataire au titre de la loi de 1905.